# Dreieinigkeitskirche (Obereichenbach)

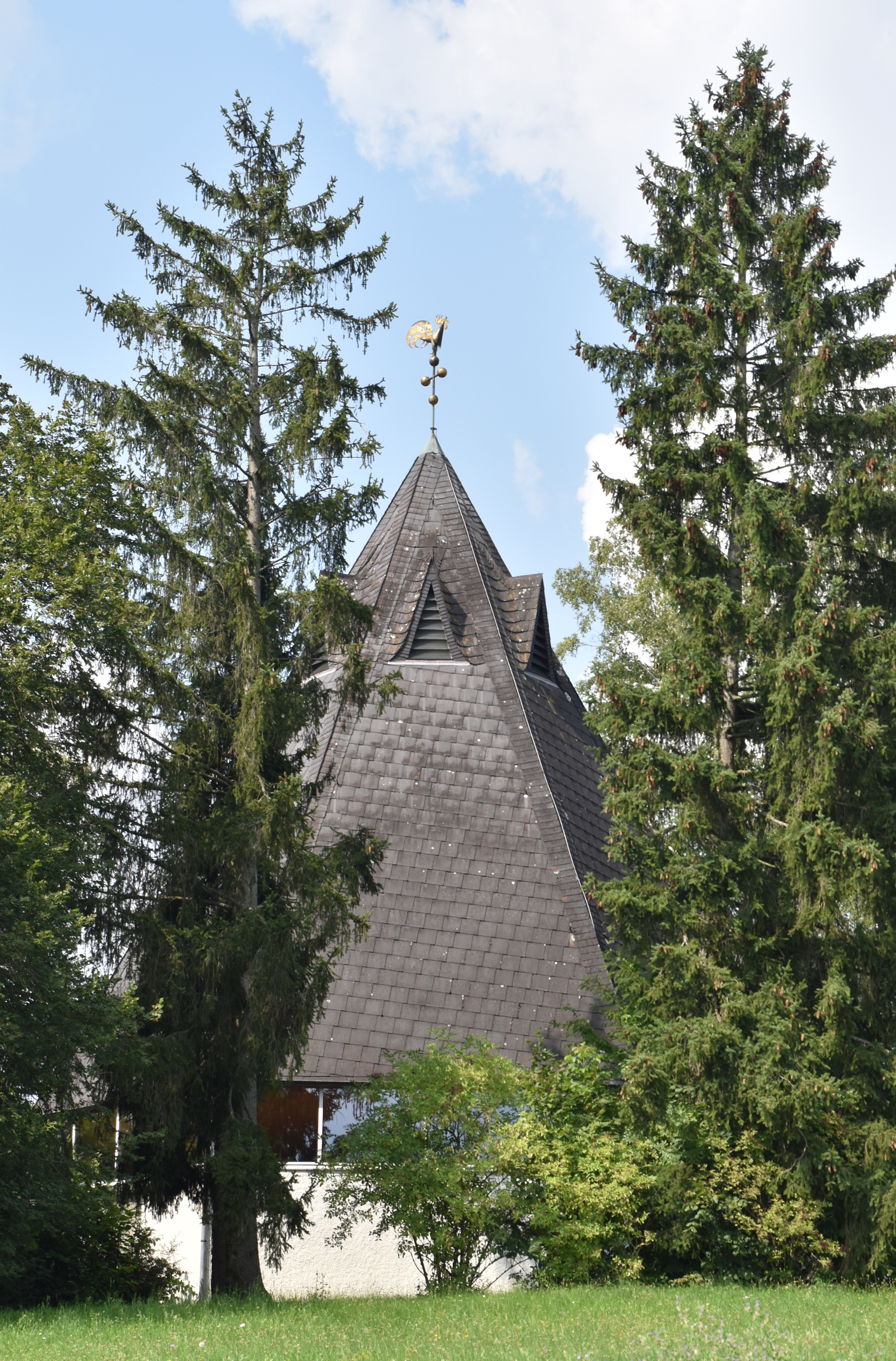
Dreieinigkeitskirche in Obereichenbach bei Ansbach

Die Dreieinigkeitskirche (ⓘ) ist eine nach der Heiligen Dreieinigkeit benannte evangelisch-lutherische Kirche in Obereichenbach (Dekanat Ansbach).

## Kirchengemeinde
Obereichenbach war von Anbeginn nach St. Johannis (Ansbach) gepfarrt. Nach dem Zweiten Weltkrieg stieg die Einwohnerzahl durch Heimatvertriebene stark an, so dass im Fischhaus eine Gottesdienststation eingerichtet wurde. Anfang der 1960er Jahre wurde von dem Landwirt Michael Meyer ein Grundstück erworben, auf dem 1965/66 nach Plänen des Architekten Theodor Henzler die Dreieinigkeitskirche errichtet wurde.
Ab 1970 war der Pfarrer von St. Laurentius (Vestenberg) für das gottesdienstliche Leben zuständig, derzeit ist es wieder St. Johannis. Seit 1985 ist die Dreieinigkeitskirche eine Simultankirche, die von unterschiedlichen (Frei-)Kirchen genutzt wird, seit 2014 von der rumänisch-orthodoxen Gemeinde in Ansbach.

## Kirchengebäude
Die Kirche hat einen gleichseitigen, hexagonalen Grundriss und bildet mit dem Spitzdach eine Zeltform. Sie hat zu allen Seiten Glasfassaden und Giebelgauben, die mit dem oberen Dachbereich eine Krone bilden. Im Norden steht das Gemeindezentrum, das zu gleicher Zeit errichtet wurde.